# Functional Analytic Psychotherapy
Functional analytic psychotherapy (FAP) är en psykoterapiriktning. 
Metoden skapades av Robert Kohlenberg och Mavis Tsai, och de publicerade den första boken om metoden 1991.
Fap utgår från en radikalbehavioristisk position och B.F. Skinners analys av verbalt beteende.
Terapiriktningen är en typ av kognitiv beteendeterapi, kan användas ensam, men används ofta som ett komplement i andra terapier. FAP fokuserar på interaktioner i sessionen mellan klienten och terapeuten som grunden för klinisk förändring.

## Grundläggande struktur
En FAP-baserad terapi börjar med en analys av vilka beteenden som är problematiska för klienten i sitt vardagsliv, och som skulle kunna minska och öka. Dessa beteenden särskiljs från de som pågår under sessionen med terapeuten. De beteenden som uppstår tillsammans med terapeuten kallas för kliniskt relevanta beteenden, engelskans Clinically Relevant Behavior med förkortningen CRB. Dessa beteenden kan kategoriseras som tillhörande tre kategorier. Klientens problembeteenden som uppstår i relation till terapeuten kallas CRB1. Klientens egna önskvärda beteenden som sker tillsammans med terapeuten kallas CRB2. Den tredje kategorin, CRB3, innefattar att klienten tolkar eller förklarar sitt eget beteenden, på ett sätt som ökar användningen av det i klientens vardagsliv.
Terapiarbetet går ut på att skapa en terapeutisk kontext, vardagligt kallat en relation, som kan hjälpa klienten att skapa en förändring i sitt vardagsliv. Det innebär att terapeuten och patienten syftar till att skapa en intensiv och minnesvärd relation där centrala begrepp som medvetenhet, mod och terapeutisk kärlek kan ingå. Det bygger på att terapeuten använder sig själv på ett naturligt och autentiskt sätt som motsvarar en vardaglig relation. Resultatet är en mycket känslomässig och relationsinriktad terapi. Tekniskt kan förändringen beskrivas som att terapin leder till minskning av CRB1-beteenden samt ökning av CRB2- och CRB3-beteenden.

## Tillämpningar
FAP:s  behandlingsmanualer finns publicerade på Internet för dem som vill veta mer eller forska vidare.
Fap har tillämpats på många komplexa kliniska problem såsom relationsbeteende vid komplext posttraumatiskt stessyndrom. När det gäller trauma är grundtanken att den traumatiska stressen uppstod inom ramen för relationer och att relationer är det som behöver förbättras. FAP:s relationsfokus har också tillämpats på handledningsrelationer.

## Depression
Jonathan Kanter har utforskat användningen av FAP och beteendeaktivering vid depression. Kanter har också studerat FAP tillsammans med traditionell KBT vid depression.

## Forskningsstöd
Den viktigaste komponenten i FAP är att fokusera på kliniskt relevanta beteenden och använda naturliga belöningar under sessionen för att öka dessa beteenden. Detta arbetssätt har studerats i mer än 50 år och fått grundligt stöd i forskningen
I vissa avseenden kan användandet av principer med empiriskt stöd vara viktigare än empiriskt stöd för behandlingspaket.

## Tredje generationens beteendeterapier
FAP nämns ofta tillsammans med beteendeaktivering, dialektisk beteendeterapi och Acceptance and Commitment Therapy. Dessa terapiinriktningar och vissa andra benämnts ofta som tredje vågens beteendeterapier, då de fokuserar mindre på kognitiva fenomen och mer på funktionell analys och behavioristisk teori om språk och kognition.

## Likhet med andra terapier
Fokus i FAP ligger på beteenden som sker under sessionerna. Detta fokus på vad som händer i sessionen har likheter med psykodynamisk terapis fokus på den terapeutiska alliansen (ofta kallat överföring och motöverföring). Det har även en likhet med relationell psykoterapi som nyttjar en autentisk och verklig relation med en annan människa, istället för en terapeut som inte använder sina egna reaktioner som verktyg för förändring.
FAP lägger stor vikt vid den terapeutiska relationen.  Detta är inte egenskaper som människor brukar associera med en kognitiv beteendeterapi.